# André-Charles de La Jaille
André-Charles, marquis de La Jaille (ou de Lajaille ; Brest, 7 décembre 1749 - Cork, 1815) est un explorateur, cartographe et navigateur français.

## Biographie
Enseigne (1773) puis lieutenant de vaisseau (1778), en 1782, il participe aux expéditions de La Pérouse contre les comptoirs de la Baie d'Hudson.
Il effectue ensuite deux voyages au Sénégal. Avec Sylvain Meinrad de Golberry, il explore du Cap Blanc à la Sierra Leone et acquiert pour le gouvernement français l'île de Gambia (1784-1785), et reprend possession de Gorée (25 mars 1784),,.
Époux de Marie-Vincente de Kerguiziau de Kervasdoué, il habitait le manoir du Roual en Lannilis ; capitaine de vaisseau (1786), il émigre en Angleterre (1793) puis devient volontaire à Quiberon et chouan.
En 1797, il passe au service de l'Espagne comme capitaine et sert à Saint-Domingue. Négociant à La Havane puis planteur au Honduras (1798-1799), il meurt lors d'une escale en Irlande.

## Travaux
- Plan de l'île de Goré, 1784
- Carte de la Côte d'Afrique depuis la Rivière St. Cyprien jusqu'au Cap Rouge pour servir au Mémoire de Navigation de cette partie de la Côte, 1784
- Voyage au Sénégal pendant les années 1784 et 1785, publié en 1802